# يي فان
يي فان (بالصينية: 祎凡) (8 مارس 1992 بهاربن في الصين - ) هو لاعب كرة قدم صيني في مركز حراسة المرمى. لعب مع نادي تشانغتشون ياتاي.

## وصلات خارجية
- يي فان على موقع قاعدة بيانات كرة القدم.إي يو (الإنجليزية)
- يي فان على موقع Soccerway.com (الإنجليزية)